# Абакановичі

Герб Абданк.

Абакано́вичі гербу Абданк (пол. Abakanowiczhowie) — шляхетський рід Великого князівства Литовського. 1763 року Юрій та Адам Абакановичі були підписантами маніфесту литовської шляхти.
Кажуть, що родина отримала прізвисько Юревич. Родоначальником роду був Абул Аббас Фурсович Кшечовський, співвласник Кшечовиць, згаданий у 1565 і 1569 рр. Його синами були Юзеф, Суліман, Еліаш і Ахмек Аббас-Канович, згаданий у королівському привілеї 1631 р. Сином Ахмека був Януш, якого звали Абаканович, а сином Януша — Єжи (Юр). Припускають, що Георгій (Юр) був охрещеним, оскільки від часу його сина Георгія Юревича Абакановича, спадкоємця маєтку Подруксе-Лаховщіна, родина згадується в джерелах як католицька.
Єжи та Адам Абакановичі підписали маніфест про дворянство Віленського воєводства у 1763 році.
У реєстрі дворянства Каунаської губернії у 1849 та 1860 роках записані Міхал, Ігнацій та Ян, сини Казимира, онуки Єжи, спадкоємця маєтку Подрукше-Лаховщина.

## Персоналії
- Маґдалена Абаканович